# Fortaleza de Beliche
La fortaleza de Beliche se localiza en posición dominante en la playa de Belixe Velho (Beliche Viejo), en el cabo de San Vicente, en el Algarve portugués.
No se sabe con exactitud la fecha en que se erigió la estructura original, pero su construcción se entiende en el marco de las necesidades del siglo XVI de plantear defensas frente a la piratería en las costas. Fue arruinada por el ataque, en 1587, del corsario británico Francis Drake.
El monumento actual se remonta al siglo XVII, tiempo en que la estructura fue reconstruida, a partir de 1632, por orden de Felipe IV (1621-1640) (Felipe III de Portugal). 
Actualmente se pueden apreciar aún restos remanentes de la muralla original, baterías y búnkeres restaurados, así como la capilla de Santa Catarina, en el ala oriental de la fortaleza, cuyos orígenes se remontan a una donación de Enrique el Navegante (1394-1460) poco antes de su muerte, y cuyo retablo, de estilo barroco, fue trasladado, no obstante, a la vecina fortaleza de Sagres, donde fue insertada en la iglesia de Nuestra Señora de la Gracia.